# Großeglsee

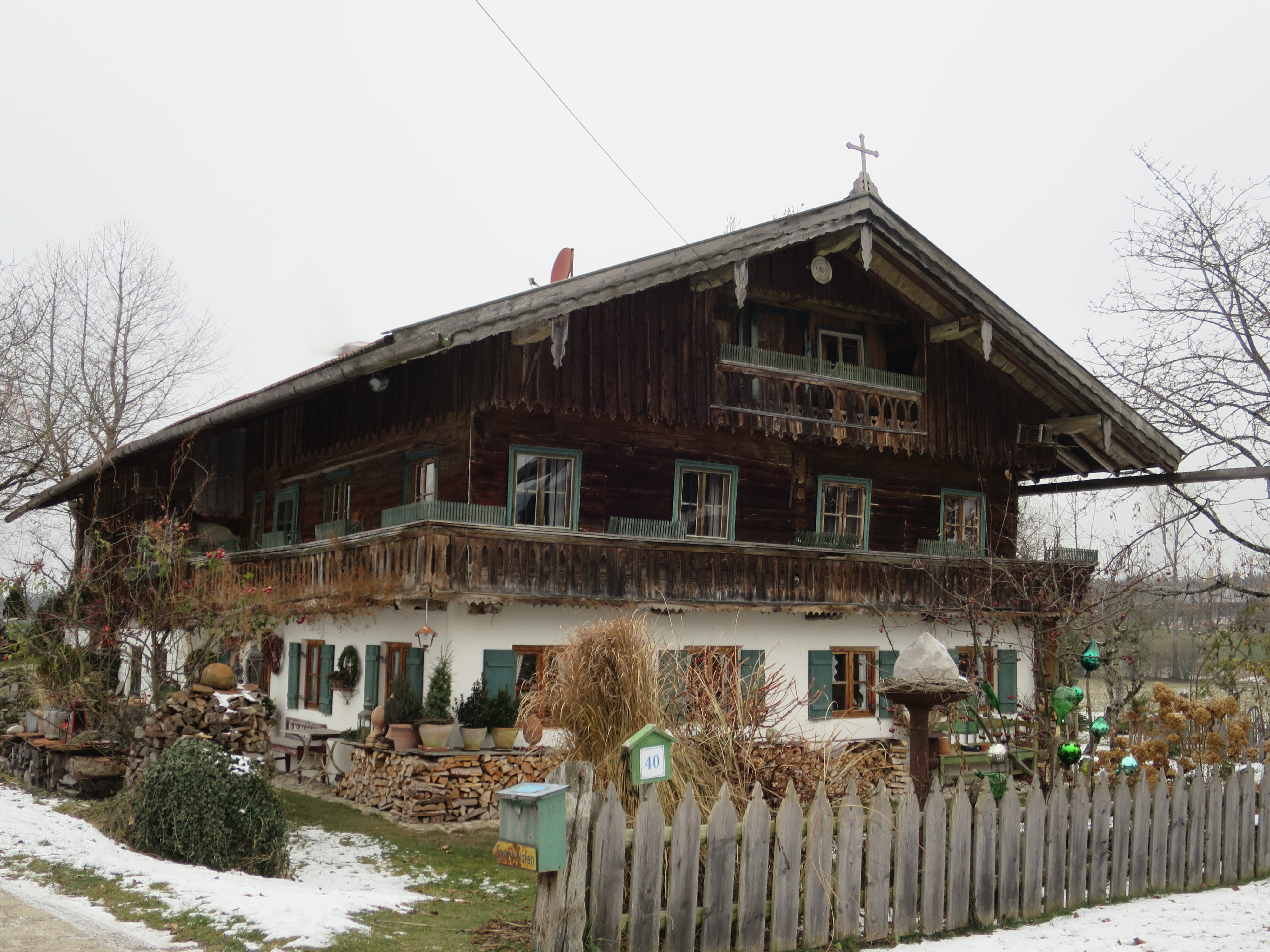
Denkmalgeschütztes ehemaliges Bauernhaus, zweite Hälfte 18. Jahrhundert

Großeglsee ist ein Ortsteil der Gemeinde Dietramszell im oberbayerischen Landkreis Bad Tölz-Wolfratshausen.

## Geografie
Das Dorf liegt in der Region Bayerisches Oberland in der voralpenländischen Moränenlandschaft vier Kilometer nordwestlich des Hauptortes und 500 Meter von der Staatsstraße 2073 entfernt.  

## Gebietsreform
Großeglsee gehörte zur Gemeinde Föggenbeuern im Landkreis Wolfratshausen. Die Gemeinde schloss sich im Rahmen der Gebietsreform in Bayern am 1. Januar 1972 der Gemeinde Dietramszell an. Mit der Auflösung des Landkreises Wolfratshausen am 1. Juli 1972 kam Dietramszell mit seinen Ortsteilen und Eingemeindungen zum Landkreis Bad Tölz-Wolfratshausen, der bis 30. April 1973 den Namen Landkreis Bad Tölz führte.

## Einwohner
1871 wohnten in dem Dorf 48 Personen, bei der Volkszählung 1987 wurden 79 Einwohner registriert.

## Baudenkmal
Unter Denkmalschutz stehen drei Objekte: zwei ehemalige Bauernhäuser (17./18. Jahrhundert beziehungsweise zweite Hälfte 18. Jahrhundert) und ein ehemaliges Kleinbauernhaus, bezeichnet mit dem Jahr 1799.
Siehe auch: Liste der Baudenkmäler in Großeglsee